# Yami no Matsuei
Yami no Matsuei (яп. 闇の末裔 Ями но мацуэй, неоф. «Потомки тьмы», «Дети тьмы») — манга Ёко Мацусита Ёко. Первая глава манги вышла 1 сентября 1997 года в журнале Hana to Yume издательства Hakusensha; в 2002 году выпуск был приостановлен. Всего было выпущено 12 томов.
Мангу адаптировала студия J.C.Staff. Всего вышло 13 серий, по 25 минут каждая. Аниме выходило со 2 октября 2000 по 24 июня 2001 года и было снято режиссёром Хироко Токитой. Аниме транслировали на японском канале WOWOW.
Аниме повествует о двух синигами, которым поручают таинственные и опасные миссии.

## Сюжет
Когда люди умирают, они предстают перед великим судом. Суд решает, достоин человек возродиться или его ждет наказание. Люди называют то место, куда попадают умершие, Мэйфу — «Преисподняя», а место, которое занимается судом над людьми, — Дзю-О-Тё. В организации Дзю-О-Тё есть десять разных департаментов. Действие аниме посвящено Асато Цудзуки (яп. 都筑 麻斗 Цудзуки Асато), сотруднику отдела Сёкан департамента Эмма-Тё, в котором работают 18 человек. Задание этих людей заключается в том, чтобы собирать и доставлять души умерших людей в суд. Их называют синигами. Синигами становятся те, кто по каким-то причинам желает попасть в мир живых, потому что право появляться на Земле — одна из привилегий синигами. Синигами имеют самый высокий ранг среди остальных служителей.
Одно из правил синигами — всегда работать в паре. Каждая пара работает на определённой территории, в своем секторе, таким образом, Япония поделена на девять секторов. Действие аниме и манги начинается с того, что синигами Цудзуки Асато получает себе нового партнёра синигами, по имени Хисока Куросаки (яп. 黒崎 密 Куросаки Хисока). Он — эмпат. Дальше рассказывается о том, как Цудзуки и Хисока получают разнообразные задания и пытаются решить их.

## Персонажи
Асато Цудзуки — главный герой саги, очень могущественный синигами. Работает в Эмма-Тё, отделе Сёкан; ему девяносто семь лет, хотя внешне выглядит на 26 лет. Ему присягнули 12 сильнейших сикигами. Использует магию Фуда лучше всех в своем отделе. Его ДНК имеет нечеловеческую природу, содержит в себе часть демона. Любит готовить, хотя его кулинарные эксперименты в основном несъедобны. Цудзуки ленивый сладкоежка, который не упустит случая вкусно поесть, в то же время он добр и общителен, готов до последней капли крови защищать своих друзей.
Сэйю: Синъитиро Мики
Хисока Куросаки — напарник Цудзуки, умер (точнее был убит) в 16 лет. Он был свидетелем убийства, выйдя ночью на свежий воздух. Преступник, желая сохранить содеянное в тайне, нападает на юношу. Хисока подвергся изнасилованию, затем на его теле убийца вырезал знаки проклятия, которое мучительно отнимало жизнь по капле у Хисоки на протяжении трёх лет. Стал синигами, чтобы отомстить своему убийце. Хисока — эмпат, он способен ощущать чувства других, зачастую не по собственной воле. Эта способность доставляет много неприятностей юноше.
Сэйю: Маюми Асано
Доктор Кадзутака Мураки — главный герой саги и антагонист, врач-хирург. Работает в Токийском госпитале. Садист-убийца, покоряющий девушек своей великолепной внешностью, мягким голосом и изысканными манерами. Он обладает большой магической силой — доктор способен подчинять и управлять людьми, посредством гипноза и изобретённых им же лекарств, накладывать проклятия и оживлять мертвецов. Также Мураки — энергетический вампир. Правый искусственный глаз скрывает за длинной челкой. По его собственным словам он потерял его в результате несчастного случая. Хобби — коллекционирование фарфоровых кукол. Именно он изнасиловал и наложил проклятие на Хисоку. Всячески пытается соблазнить Цудзуки, однако исключительно ради того, чтобы заполучить его тело для своего мёртвого сводного брата, чью голову держит в огромном стеклянном баке. Делает это для того, чтобы оживить его и снова убить.
Сэйю: Сё Хаями
Коноэ — руководитель отдела Сёкан. Постоянно требует себе сувениры. Любит сладкое, как и Цудзуки. Единственный, кто работает в Сёкан дольше Цудзуки.
Сэйю: Томомити Нисимура
Граф — живёт во Дворце Свечей. Невидимка. Ведёт архивы человеческих жизней. Интересуется Цудзуки. Хоть Граф и считает Асато тупицей, беспрестанно пристает к нему с недвусмысленными намеками.
Сэйю: Дзюрота Косуги
Ютака Ватари — ученый. Жизнерадостный и общительный персонаж, постоянно пребывает в прекрасном расположении духа и готов помочь советом или делом. В хороших отношениях со всеми синигами. В свободное время Ватари пытается изобрести препарат для смены пола для того, чтобы лучше понять женщин. Его напарник — крошечная сова по имени 003.
Сэйю: Тосихико Сэки
Сэйитиро Тацуми — главный секретарь Дзю-О-Тё. Строгий и подтянутый, всегда ходит в костюме, носит очки. Тацуми суров с подчинёнными и всегда педантично относится к денежным вопросам. В частности, Цудзуки часто достаётся за незапланированные расходы. При этом Тацуми поддерживает с Цудзуки дружеские отношения, часто опекает его и защищает. Бывший напарник Цудзуки. Тацуми владеет способностью управлять тенями.
Сэйю: Тосиюки Морикава
Гусёсин — пернатые боги-близнецы, ведущие записи о плохих и хороших поступках, совершенных людьми. Кладезь полезной информации. Помогают Цудзуки и Хисоке. В основном проводят все своё время в библиотеке.
Сэйю: Васаби Мидзута, Юмико Наканиси
Ория Мибу — близкий друг Мураки, которого знает с колледжа. Владелец ресторана Ко-Каку-Ро. Содержит увеселительное заведение для политиков высочайшего ранга — тайный дом гейш. Все время ходит в традиционной японской одежде и не расстается с катаной, которой великолепно владеет.Подчищает за Мураки следы преступлений,за что Мураки помог Ории избавиться от наиболее строптивых среди гейш. Испытывает к Мураки неоднозначные чувства.
Сэйю: Кадзухико Иноуэ
Мария Вон — талантливая молодая певица. Пыталась покончить с собой, но в результате стала вампиром. Поймать её было первым заданием Цудзуки и Хисоки.

## Саундтрек
- Открывающая тема: «Eden» To Destination
- Закрывающая тема:
  - «Love Me» The Hong Kong Knife
  - «Eden» To Destination

Всего было выпущено два OST-альбома. Открывающая и закрывающая темы были изданы в формате синглов.

### Yami No Matsuei Original Soundtrack
На диск вошло 28 композиций, написанных композитором Цунэёси Сайто, включая открывающую и закрывающую темы. Альбом вышел 21 декабря 2000 года. Исполнителями являются: Такэхико Сасаки, Хироко Касиваги, Хидэё Такакува, Киёцугу Амано, Томоюки Асакава, Цунэёси Сайто, Эри Номото, Кадзусигэ Симура, Наото Такахаси, Каору Сайто, Кэйсукэ Ота и Нахоко Какиагэ.
1. 十王庁
2. 都築麻斗
3. 紫電の瞳
4. 死闘
5. 緋の迷宮
6. 血塗られた宝石
7. 忍びよる恐怖
8. 密~呪われた月夜の記憶
9. 闇の眷族
10. 幻惑の虜
11. 死という名の狩人
12. 運命の邂逅
13. Amethyst Remembrance~紫水晶色(アメジスト)の想い出(マリア・ウォン)
14. アイキャッチ
15. 桜影の冥府
16. 哀しみの追尾
17. 悪魔のトリル
18. ロウソクの館
19. グラバー園より
20. 閉ざされた心
21. 対峙
22. 魔炎の刃
23. ガラスの顔(かんばせ)
24. 呪符
25. 妄執-狂おしき野望
26. 京都修羅
27. EDEN(ON AIR SIZE)(TO DESTINATION)
28. LOVE ME(ON AIR SIZE)(THE HONG KONG KNIFE)

### Yami No Matsuei Original Soundtrack 2
Второй диск включает также 28 композиций из аниме, в основном они все инструментальные, то есть в сериале звучали как фоновая музыка. Альбом выпущен 6 июня 2001 года.
1. 都筑麻斗2-闇の虜囚
2. 十字架(クルス)を背負いし者
3. 悪夢の幕開け
4. 目隠しの迷路
5. 戦慄
6. 攻防戦
7. 飛翔
8. 蠱惑的円舞曲
9. 召喚課の日常
10. アイキャッチ2
11. 絶望の深淵
12. やさしさの意味
13. Amethyst Remembrance~紫水晶(アメジスト)色の想い出(экзотичная версия)
14. 癒しの手
15. 陽だまり
16. 薔薇の屍
17. 緋色の月
18. 儚さの美
19. 蠢く影
20. 運命の岐路
21. 解き放たれし魂
22. 決意
23. ぬくもり
24. 嵯峨野
25. 還る場所
26. 悪魔のトリル(металлическая версия)
27. EDEN(инструментальная версия)
28. Amethyst Remembrance~紫水晶(アメジスト)色の想い出(инструментальная версия)

### Descendants of Darkness Original Sound File: Crimson Moon
Диск вышел 5 апреля 2005 года. На диск вошло 28 треков. Диск является американской версией первого японского OST-альбома.
 
1. Ju Oh Cho
2. Asato Tsuzuki
3. Eyes of Sharp Lightning
4. Mortal Combat
5. Crimson Labyrinth
6. Bloodstained Gem
7. Encroaching Terror
8. Hiska ~ The Memory of the Cursed Moonlit Night
9. Family of Darkness
10. Bewitching Captive
11. The Hunter Named Death
12. A Meeting of Fate
13. Amethyst Remembrance ~ Из "I Held a Jewel in my Fingers" Эмили Дикинсон
14. Eyecatch
15. The Nether World of Cherry Blossoms Silhouette
16. Pursuit of Sorrow
17. The Devil's Trill
18. Castle of Candles
19. From the Gravah Garden
20. A Locked Heart
21. Confrontation
22. Blade of Demon Flame
23. A Face of Glass
24. Talisman
25. Deeply Rooted Delusion - Insanity Driven Ambition
26. A Scene of Carnage in Kyoto
27. EDEN (TV SIZE)
28. LOVE ME (TV SIZE)